# Замислув
Замислув (пол. Zamysłów) — село в Польщі, у гміні Шліхтинґова Всховського повіту Любуського воєводства.
Населення — 384 особи (2011).
У 1975-1998 роках село належало до Лешненського воєводства.

## Демографія
Демографічна структура станом на 31 березня 2011 року:
|          | Загалом | Допрацездатний вік | Працездатний вік | Постпрацездатний вік |
| -------- | ------- | ------------------ | ---------------- | -------------------- |
| Чоловіки | 195     | 48                 | 131              | 16                   |
| Жінки    | 189     | 40                 | 116              | 33                   |
| Разом    | 384     | 88                 | 247              | 49                   |